# Vila Perhavec
Vila Perhavec je modernistična vila, ki se nahaja na Oražnovi ulici 3 (Vrtača, Ljubljana).
Prvotna zasnova vile je bila delo arhitekta Josipa Costaperarija, leta 2004 pa je bila prenovljena po načrtih Matije Bevka in Vase Perovića.
Vila je najbolj znana po črtastem, trakastnem okrasu treh fasad. Trenutno se v njej nahaja sedež Sindikata vzgoje, izobraževanja, znanosti in kulture Slovenije.

## Zgodovina
Vila je bila zgrajena leta 1932, pri čemer je vključevala štiri načela modernistične arhitekture: ravna streha, vogalno okno, svobodno oblikovano načelje in vključitev stebrov. Tudi fasada, ki se je ohranila po prenovi, je bila sestavljena iz koščkov zdrobljenega stekla v ometu, s čimer je arhitekt ustvaril odlesk.
V letih 1937 - 1991 je v vili stanoval in delal Vilko Ukmar.
Po drugi svetovni vojni je bila vila opuščena; med drugim so jo leta 2002 uporabili za snemanje slovenskega filma Pod njenim oknom, s čimer se je ohranil spomin na prvotno zasnovo notranjih prostorov. Kmalu zatem je bila zgradba prenovljena za potrebe sindikata.